# Класифікація вина

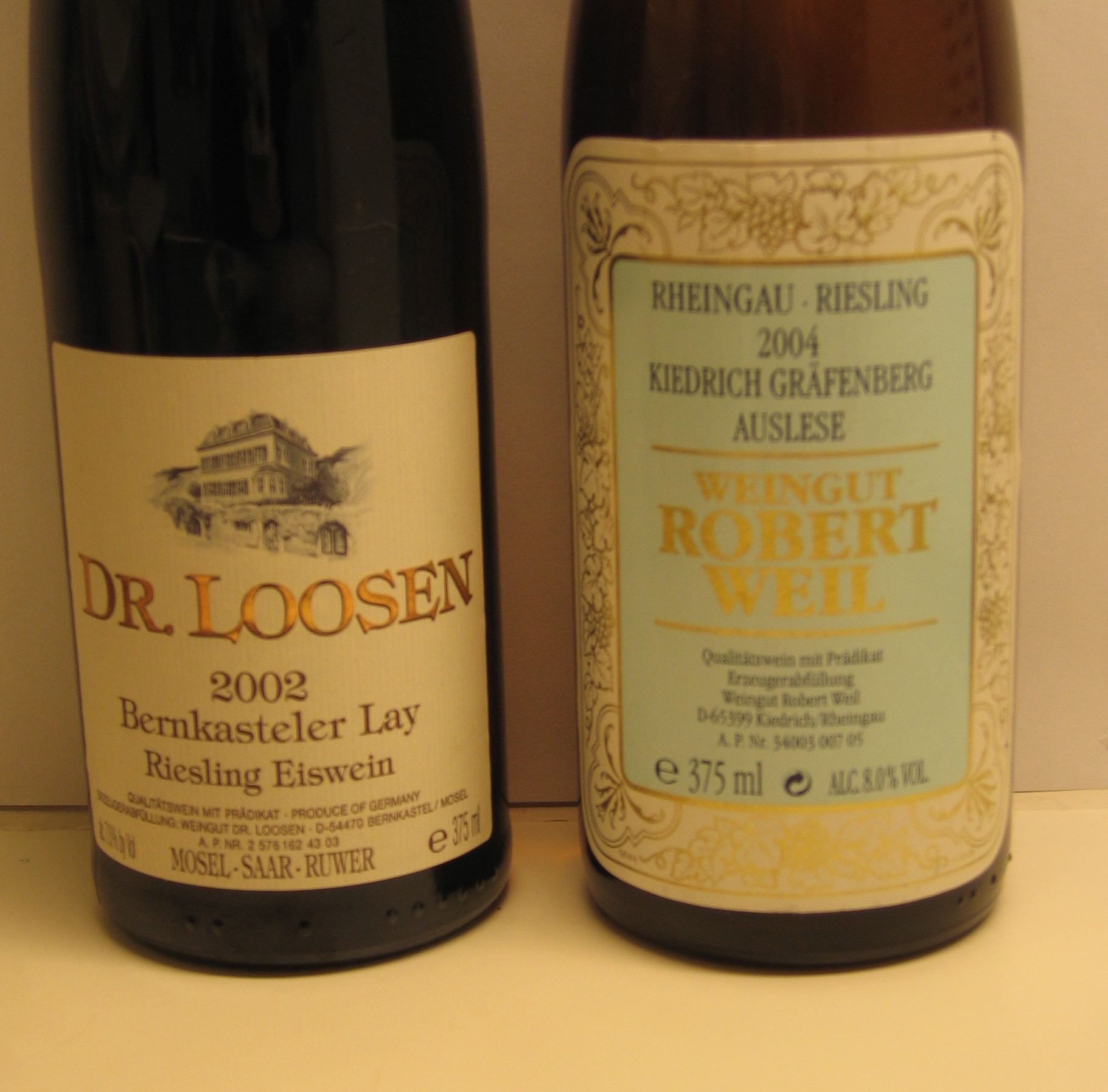
Винні пляшки від Dr. Loosen (Mosel) та Robert Weil (Rheingau) із типовими німецькими винними етикетками з указанням року

Класифікація вина може бути проведена за різними методами, включаючи місце походження або апелласьон, методи виніфікації та стиль, солодкість та мілезим, або сорт. Практики різняться в різних країнах та регіонах походження, і багато практик з часом змінюються. Деякі класифікації користуються офіційним захистом, оскільки є частиною винного законодавства у країні походження, тоді як інші створені, наприклад, організаціями виробників без такого захисту.

## Термін «Вино»
В Україні вино за законом визначають як алкогольний напій, вироблений з винограду, міцність якого набувається внаслідок спиртового бродіння роздушених ягід або свіжовіджатого соку, а в разі виготовлення вин кріплених — підвищується шляхом додавання спирту етилового, ректифікованого та/або спирту етилового ректифікованого виноградного, та/або дистиляту виноградного спиртового. Міцність вин може становити від 9 до 20 відсотків об'ємних.
В межах Європейського Союзу термін «вино» зарезервований виключно для ферментованого соку винограду.
У межах Сполучених Штатів вино може включати ферментований сік будь-яких фруктів або сільськогосподарських продуктів, за умови, що воно становить від 7 % до 24 % за обсягом алкоголю і призначене для непромислового використання. За винятком сидру, перрі та саке, такі виноградні вина повинні маркуватися словом «вино», кваліфіковане з описом продукту, що походить: «медове вино», « вино кульбаби» (змішане) «фруктове вино» тощо
Інші юрисдикції мають подібні правила, що визначають асортимент товарів, що кваліфікуються як «вино».

## За апеласьйонами
Історично вина були відомими під назвами, що відображають своє походження, а іноді і стиль: Бордо, Портвейн, Ріоха, Мозель та К'янті — це юридично визначені назви, що відображають традиційні вина, вироблені в названому регіоні. Ці конвенції про найменування або "апелласьони " (як вони відомі у Франції) диктують не лише те, де вирощували виноград, але й те, який виноград входив у вино і як він був вініфікований. Апелласьонна система є найсильнішою в Європейському Союзі. В США Американський виноградарський район (AVA) теж обмежує використання деяких регіональних назв, таких як Долина Напа, Санта-Барбара та Долина Вілламет. Позначення AVA не обмежують тип використовуваного винограду.
У більшості країн світу вино з маркуванням «Шампанське» повинно бути виготовлене з винограду, вирощеного у регіоні Шампань Франції, та ферментовано певним способом на основі міжнародних угод про торгові марки, включених до 275 статті Версальського договору 1919 року. Однак у Сполучених Штатах законодавче визначення, яке називається напівродовим (Semi-generic), дозволило американським виноробам використовувати певні загальні терміни (шампанське, хок, херес тощо), якщо поруч із цим терміном пишуть справжнє позначення походження.
Зовсім недавно виноробні регіони в країнах із менш суворими законами про охорону регіонів, такі як США та Австралія, приєдналися до відомих європейських регіонів виноробства і підписали Напську декларацію про захист винного регіону та походження (Declaration to Protect Wine Place and Origin). Це «декларація спільних принципів, в якій зазначається важливість регіону для визначення вина та необхідність захисту топонімів». Декларація була підписана в липні 2005 року чотирма виноробними регіонами США та трьома виноробними регіонами Європейського Союзу.
Регіонами, що підписали Сполучені Штати, були Долина Напа, Вашингтон, Орегон та Валла-Валла, тоді як регіонами, що підписали Конвенцію, були: Шампанське, Коньяк (комуна, де виробляється коньяк), Дору (регіон, де виробляється портвейн) та Херес (регіон, де виробляється херес).
Список підписантів угоди розширився в березні 2007 року, коли округи Сонома, Пасо Роблес, К'янті, Токай, Вікторія (Австралія) та Західна Австралія підписали Декларацію на церемонії у Вашингтоні, округ Колумбія.

### Регіональні класифікації вин
Багато регіональних класифікацій вин існують як частина традиції чи закону про апелласьони. Найпоширеніший з них заснований на виноградниках і включає Бордоську винну офіційну класифікацію 1855 року, хоча деякі регіони класифікують свої вина за типом, як німецька система класифікації вин. Класифікація виноградників має давню історію, починаючи з деяких ранніх прикладів у Хурансоні в XIV столітті, в 1644 році, коли рада Вюрцбурга класифікувала виноградники міста за якістю, і раннє п'ятирівневе позначення виноградників на основі якості в Токай-Хедьялья в 1700 році.
Інші добре відомі класифікації включають:
- Класифікація вина Saint-Émilion з Бордо
- Крю-Буржуа з Бордо
- Класифіковані маєтки Провансу

Ці регіони класифікуються за виноградниками, а не за садибами.
- Гран-кру Бургундії та Ельзасу

## За методами і стилем вініфікації

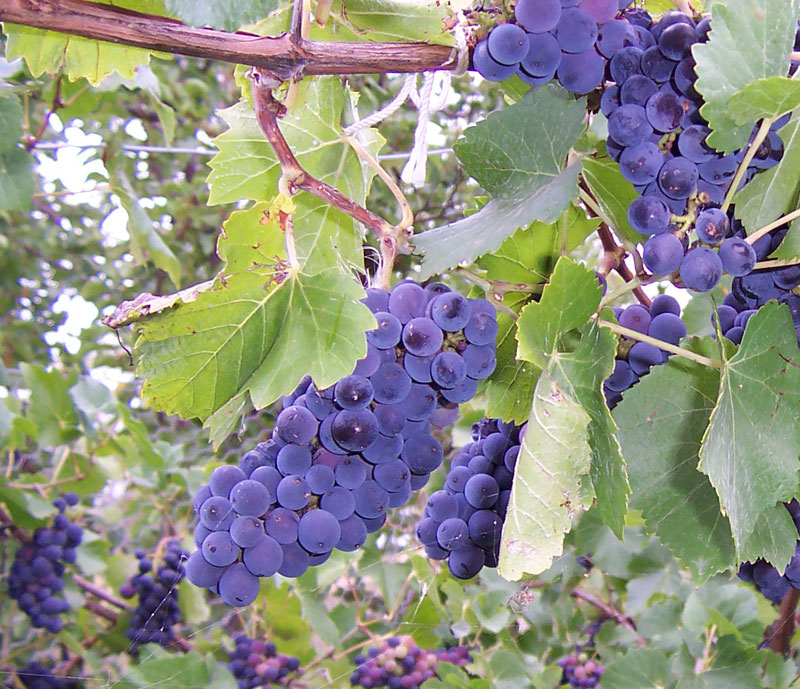
Темно-фіолетовий виноград на винограді

Вина можна класифікувати методами виніфікації. Сюди входять такі класифікації, як червоне або біле вино, ігристі, напівгристі або неігристі, міцні та десертні вина. Колір вина визначається не виноградним соком, який майже завжди прозорий, а скоріше наявністю або відсутністю шкірки винограду під час бродіння. Виноград із кольоровим соком, наприклад, аліканте-буше, відомий як тейнтьє. Червоне вино виготовляється з червоного (або чорного) винограду, але його червоний колір надається процесом, який називається мацерацією, при якому шкіра залишається в контакті з соком під час бродіння. Біле вино можна виготовити з будь-якого кольору винограду, оскільки шкірка відокремлюється від соку під час бродіння. Біле вино, виготовлене з дуже темного винограду, може виглядати «рожевим». Варіант рожевого вина називається Blanc de Noirs, де соку червоного винограду дозволяється стикатися зі шкіркою протягом дуже короткого часу (зазвичай лише на пару годин).

### Ігристі та неігристі вина
Ігристі вина, такі як шампанське, містять вуглекислий газ, який виробляється природним шляхом при бродінні або примусовому введенний пізніше. Для досягнення цього ефекту вино ферментується двічі, один раз у відкритій ємності, щоб вуглекислий газ вийшов у повітря, а другий раз у герметичній тарі, де газ залишається у вині. Ігристі вина, які отримують вуглекислість завдяки традиційному способу бродіння в пляшках, мають маркування «Ферментована пляшка», «Méthode Traditionelle» або «Méthode Champenoise». Останнє позначення було заборонено для всіх вин, крім шампанського в Європі в 1994 році.
Інші міжнародні назви ігристого вина включають Sekt або Schaumwein (Німеччина), Cava (Іспанія), Spumante (Італія) та Espumante (Португалія). Напівігристі вина — це ігристі вина, які містять менше 2,5 атмосфер вуглекислого газу на рівні моря і 20°С. Деякі країни, такі як Велика Британія, встановлюють вищий податок на ігристі вина. Прикладами напівігристих назв є Frizzante в Італії, Vino de Aguja в Іспанії та Petillant у Франції. У більшості країн, крім США, шампанське законодавчо визначається як ігристе вино, що походить з регіону (Шампанське, міста «Реймс, Еперне») у Франції. Неігристі вина — це вина, які не пройшли методів ферментації ігристого вина і не містять газу.

### Десертне і міцне вино
Десертні вина варіюються від злегка солодких (із вмістом цукру менше 50 г/л) до неймовірно солодких вин (із понад 400 г/л цукру).
Вина пізнього врожаю? такі як Spätlese, виготовляються з винограду, зібраного після того, як вони досягли максимальної стиглості. Висушені виноградні вина, такі як Recioto та Vin Santo з Італії, виготовляються з винограду, який був частково висушений після збору врожаю.
Ботризовані вина виготовляються з винограду, зараженого цвіллю Botrytis cinerea або благородною гниллю. Сюди входять Сотерн з Бордо, численні вина з Луари, такі як Bonnezeaux та Quarts de Chaume, Tokaji Aszú з Угорщини та Beerenauslese.
Крижане вино виготовляється з винограду, який збирають після замерзання.
Кріплені вина часто солодші, і, як правило, більш алкогольні вина, у яких процес бродіння зупинили додаванням спирту, такого як коньяк, або додали додатковий спирт після бродіння. Прикладом можуть бути Портвейн, Мадера та Херес.

### Інші стилі
Столові вина - це недорогі вина, в яких часто не вказується використовуваний сорт винограду або регіон походження. Їх по-іншому називають «vins de table» (французькою), «vino da tavola» (італійською), «Tafelwein» (німецькою) або «vino de mesa» (іспанською), що в перекладі означає «столове вино».
Вина для приготування або херес для приготування зазвичай відноситься до недорогого виноградного вина (або рисового вина в китайській та інших східноазійських кухнях), яке призначене для використання як інгредієнт їжі, а не як напій. Вино, що зазвичай готується у Північній Америці, обробляють сіллю, щоб дозволити його продаж у не ліцензованих продуктових магазинах. Це також діє як консервант, оскільки сіль у приготуванні вина гальмує ріст мікроорганізмів, що виробляють оцтову кислоту. Це дозволяє зберегти пляшку кулінарного вина, яке можна відкривати та використовувати час від часу протягом тривалого періоду часу.
В інших країнах для приготування використовують херес. Кріплені вина не так швидко псуються, оскільки вміст алкоголю в них занадто високий, щоб дозволити ріст бактерій.

## За вінтажем або сортом
Марочне вино — це вино, виготовлене з винограду, який був вирощений або в основному вирощений за один зазначений рік і відповідно датований як такий. Часто ентузіасти та торговці вином зберігають пляшки особливо хорошого марочного вина. Однак існують певні розбіжності та дослідження щодо значення вінтажного року (мілезим) для вина.
Сортове вино — це вино, виготовлене з домінуючого винограду, такого як Шардоне або Каберне Совіньон, і маркується назвою сорту винограду. Вино може бути не цілком відповідним одному маркуванню та сорту. У Сполучених Штатах вино має складатися щонайменше з 75 % певного винограду, щоб бути позначеним як сортове вино. У Європейському Союзі потрібно мінімум 85 %, якщо відображається назва одного сорту, і якщо згадуються два або більше сорти, вони разом повинні складати 100 %, і вони повинні бути перераховані в порядку зменшення. Наприклад, суміш 70 % Шардоне та 30 % Віоньє повинно називатися Шардоне-Віоньє, а не Віоньє-Шардоне.

## Дивитися також
- Класифікація виноградників шампанського
- Бордоське вино Офіційна класифікація 1855 року
- ISWN (Міжнародний стандартний номер вина)
- Класифікація австралійського вина Ленгтона
- Захищене позначення походження
- Квінтова класифікація портових виноградників у Дору